# Eugénie-les-Bains
Eugénie-les-Bains é uma comuna francesa na região administrativa da Nova Aquitânia, no departamento Landes. Estende-se por uma área de 11,12 km². Em 2010 a comuna tinha 461 habitantes (densidade: 41,5 hab./km²).